# Édouard Blau
Édouard Blau (Blois, 30 de mayo de 1836-París, 7 de enero de 1906) fue un dramaturgo y libretista de ópera francés. Era primo del también libretista Alfred Blau.
Se trasladó a París a los 20 años y trabajó para la Assistance Publique, pero a partir de 1870 centró todos sus esfuerzos en la dramaturgia. En la redacción de sus libretos colaboró con Louis Gallet, Camille du Locle, Louis de Gramont y su propio hermano.

## Óperas a partir de libretos de Édouard Blau
- Georges Bizet
  - La Coupe du roi de Thulé (1868–9)
  - Don Rodrigue (1873)
- Jacques Offenbach
  - La Marocaine (1879)
  - Belle Lurette (1880)
- Benjamin Godard
  - Dante (1880)
- Jules Massenet
  - Le Cid (1885)
  - Werther (1892)
- Édouard Lalo
  - Le roi d'Ys (1888)